# Stefan Fabrie
 Stefan Fabrie (9 december 1980) is een voormalig Nederlands voetballer.
Keeper Fabrie stond twee seizoenen (2000-2002) onder contract in het betaalde voetbal bij Willem II. Hij debuteerde daar op 9 september 2000 in een wedstrijd tegen Vitesse, die eindigde in een 2-2 gelijkspel. Hij werd toen in de 87ste minuut in het veld gebracht voor de Russische aanvaller Dmitri Sjoekov, teneinde het doel over te nemen van de Belg Geert De Vlieger, die in de 86ste minuut een rode kaart ontvangen had.
Na het seizoen 2001/2002 werd zijn contract niet verlengd en stopte hij met betaald voetbal spelen.